# بیابان گندمی شرقی
بیابان گندمی شرقی (نام علمی: eremopyrum orientale) نام یک گونه از سرده بیابان گندمی است.